# Wolfgang Franke
Wolfgang Franke (Hamburg, 1912. július 24. – 2007. szeptember 6.; kínai neve pinjin hangsúlyjelekkel: Fù Wúkāng; magyar népszerű: Fu Vu-kang; kínaiul: 傅吾康) német sinológus, a szintén sinológus Otto Franke fia.

## Élete és munkássága
Wolfgang Frank sinológia tanulmányait Berlinben kezdte, majd Hamburgban Fritz Jäger tanítványa lett. 1935-ben doktorált a Kang Ju-vej (康有為) 1898-as reformkísérleteivel kapcsolatos disszertációjával. 1937-től 1945-ig a pekingi Német Intézet munkatársaként dolgozott.
A második világháborút követően először a csengtui Szecsuani Egyetemen, majd a Pekingi Egyetemen tanított. Tizenhárom év kínai tartózkodás után, 1950. július 24-én tért vissza Németországba. Még ebben az évben kinevezték a Hamburgi Egyetem kínai tanszékének vezetőjének. 1977-ben vonult nyugdíjba, de professor emeritusként Kuala Lumpur egyetemén is tanított. Élete végén lányával élt Berlinben. Kínai származású feleségével 1945-ben kötött házasságot. Egy lányuk és egy fiuk született.

## Főbb művei
- Chinas kulturelle Revolution. Die Bewegung vom 4. Mai 1919. Oldenbourg, München, 1957
- Das Jahrhundert der chinesischen Revolution 1851–1949. Oldenbourg, München, 1958; 2. Auflage München ,1980
- China und das Abendland. Vandenhoeck & Ruprecht, Göttingen, 1962
- An Introduction to the Sources of Ming History. Kuala Lumpur, Singapore, 1968
- (Hrsg.): China-Handbuch. Bertelsmann-Universitätsverlag, Düsseldorf, 1974, ISBN 3-571-09000-4
- Chinese Epigraphic Materials in Malaysia. 3 Bände. Kuala Lumpur, 1983–1987
- Reisen in Ost- und Südostasien 1937–1990. Zeller, Osnabrück, 1998, ISBN 3-535-02492-7
- Chinese Epigraphic Materials in Indonesia. 3 Bände. Singapur Vol.1 1988, Vol. 2 + 3, 1997 ISBN 9971-936-10-0 + ISBN 9971-936-11-9
- Chinese Epigraphic Materials in Thailand.. Taipei, 1998. ISBN 9571717614, ISBN 9789571717616